# Éditions Jean-Paul Gisserot
Pour les articles homonymes, voir Gisserot.
Les Éditions Jean-Paul Gisserot  est une société d'édition de livres française, publiant plusieurs collections, notamment dans les domaines de l'Histoire, du Patrimoine, des loisirs, de la gastronomie, du tourisme et de la jeunesse. La maison, a été fondée en 1988 à Paris par Jean-Paul Gisserot, ancien créateur des éditions livres Ouest-France et Sud Ouest pour les quotidiens de Rennes et de Bordeaux.
La maison d’édition Gisserot est dirigée par Thibault Chattard-Gisserot, qui a pris en juin 2019 les fonctions de directeur général aux côtés de son président fondateur éponyme. Elle dispose de sa propre structure de diffusion et de distribution: Éditions Gisserot Diffusion, basée à Plouédern, dans le Finistère.
La maison d'édition est située 5, rue Abbé-Fleury à Quintin (Côtes-d'Armor) depuis mars 2019. Malgré un long contentieux avec le Centre des monuments nationaux entre 2008 et 2010, elle avait édité, en 2022, près de 2 000 livres dont une majorité reconnaissable à leur couverture jaune et bleue.

## Liste de leurs publications

### Histoire de l'art et patrimoine
En matière d’histoire de l’art et de patrimoine, les éditions Jean-Paul Gisserot ont notamment publié : 
- D’Alain Erlande-Brandenburg : L'architecture romane, 2003,  (ISBN 9782877475778) ; L'architecture gothique, 2003,  (ISBN 9782877475785), Notre-Dame de Paris, 2006,  (ISBN 9782877475594), Les abbayes cisterciennes, 2008,  (ISBN 9782755800388) ;
- De Guillaume Faroult : David, 2003,  (ISBN 9782877477499)[8] ;
- De Christophe Renault : Les styles de l’architecture et du mobilier, 1998 ; Reconnaître les styles de l’architecture, 2005 ; Memento de l’architecture ; Memento des styles du mobilier, 2005 ;
- D’Yves Esquieu : Art Roman en Provence, 2003 ;
- De Yannick Pelletier : Les Enclos paroissiaux de Bretagne, 1996
- D’Eugène Royer et Joël Bigot : Les Calvaires bretons, 1991 ; Fontaines sacrées et saints guérisseurs, 1994 ; Les chapelles bretonnes, 1999 ; Guide des saints en Bretagne, 2016 ;
- De Jacques Perot, Compiègne en dates et en chiffres, 2005.
- De  Mathieu Lours : Dictionnaire des cathédrales, 2018,  (ISBN 9782755807653) ; Le Vitrail, 2021,  (ISBN 9782755808452)[9].

### Histoire
En matière de préhistoire et d’histoire ancienne, les éditions Jean-Paul Gisserot ont notamment publié : 
- De Marc Azéma : La grotte Chauvet-Pont-d'Arc, 2019,  (ISBN 978-2-7558-0844-5) ;
- De Jacques Briard : Préhistoire de l'Europe des origines à l'âge du fer ; Les Mégalithes ; La Préhistoire de l'Europe.
- De Laurent Olivier : L’Art gaulois, 2010,  (ISBN 978-2-75580-108-8) ; Mythes et symboles celtiques, 2016,  (ISBN 978-2-75580-153-8) ;
- De Patrick Galliou : La Bretagne romaine : de l'Armorique à la Bretagne, 1991 ; Le Monde celtique, Paris, 1994,  (ISBN 2-87747-079-2), nouvelle édition : 2017 ; La Bretagne celtique, 2017,  (ISBN 978-2-755 807400) ;
- De Gérard Coulon : Les Gallo-Romains, 2019.

S’agissant du Moyen Âge, elles ont notamment publié : 
- De Jean-Pierre Leguay : La pollution au Moyen Âge dans le royaume de France et dans les grands fiefs, 1999 ; Les catastrophes au Moyen Âge, 2005, Vivre en ville au Moyen Âge, 2006 ; Farceurs, paillards et polissons en France au Moyen Âge, 2010 ;
- De Jean Verdon : La Femme au Moyen Âge, 1999 ;
- De Jacques Rossiaud : Sexualités au Moyen Âge, 2012, traduction en croate en 2017 ;
- De Philippe Walter : Croyances populaires au Moyen Âge, 2017,  (ISBN 9782755806946)
- D’Alain Demurger : Les Templiers, 2007,  (ISBN 978-2-87747-955-4) ;
- De Philippe Josserand : Les Templiers en Bretagne, 2011,  (ISBN 9782755802351) ; Les Templiers en France, 2018,  (ISBN 9782755807615) ;
- De Philippe Rouillard : les Bénédictins, 2012,  (ISBN 9782755802955)
- De Denise Péricard-Méa : Les Routes de Compostelle, 2002 ; Les pèlerinages au Moyen Âge, 2002 ;
- De Jean Flori : La Chevalerie, Paris, 1998,  (ISBN 2-87747-345-7), traduit en espagnol en 2001, en italien en 2002, en portugais en 2005 ; Les Croisades, 2001,  (ISBN 2-87747-542-5) : traduit en italien en 2003 ; La Fin du monde au Moyen Âge, 2008 ;
- De Philippe Durand : le château fort, 1999,  (ISBN 978-2877474351) ; Guédelon, construire aujourd’hui un château du XIIIe siècle, 2005 ; Les châteaux forts, 2009 ;
- D’Olivier Bouzy : La guerre de cent ans, 2013,  (ISBN 9782755804348) ; Jeanne d’Arc, 2019,  (ISBN 9782755808414) ;
- De Jean-Louis Biget : Les Cathares, Albigeois et Bons Hommes, 2008,  (ISBN 9782877478915) ; Les Cathares, 2019,  (ISBN 9782755808025) ;
- De Frédéric Morvan : Généalogies des ducs de Bretagne, 2013  (ISBN 978-2-7558-0438-6) ; Anne de Bretagne, 2020,  (ISBN 9782755809022).

En matière d’histoire moderne, elles ont notamment publié :  
- De Lucien Bély : Histoire de France, 1999,  (ISBN 2-87747-450-X) ; Louis XIV, le plus grand roi du monde, 2005,  (ISBN 287747772X) ;
- De Patrick Villiers : Les corsaires, 2007,  (ISBN 978-2877479578) ; Pirates, corsaires et flibustiers, 2018,  (ISBN 978-2755804874) ;

S’agissant de la période contemporaine, elles ont publié : 
- De Jacques-Olivier Boudon : Napoléon Bonaparte, le Premier Empire, 2021,  (ISBN 9782755808964) ;
- D’Yves Bruley : Le Second Empire, 2011,  (ISBN 9782755801828) ;
- De Jean-Pierre Verney, la guerre de 14-18,  (ISBN 9782755804447) ;
- De Christian Bougeard: Histoire de la Résistance en Bretagne, 1992 ; Le choc de la guerre dans les Côtes-du-Nord, 1939-1945, 1995 ; La Bretagne d’une guerre à l’autre (1914-1945), 1999.

S'agissant de l'histoire des provinces de France, elles ont publié : 
- De Benoît Garnot et Alain Rauwel : Histoire de la Bourgogne, 2011,  (ISBN 9782755802580) ;
- D'Emmanuel Legeard : Histoire du Berry, 2024,  (ISBN 9782755811193) ;
- De Christophe Maneuvrier : Histoire de la Normandie, 2018,  (ISBN 9782755809473) ;
- De Laurence Moal : Histoire de la Bretagne, 2022,  (ISBN 9782755809473) ;

Elles ont aussi réédité des ouvrages d’Yves Renouard : 
- Memento d'histoire des civilisations du Néolithique à la fin du Moyen Âge, Paris, Éditions Jean-Paul Gisserot, 2003 ;
- La papauté à Avignon, Paris, coll. QSJ, PUF, 1954, rééd. Éditions Jean-Paul Gisserot, 2003,  (ISBN 2-87747-748-7) ;
- Histoire de Florence, Paris, coll. QSJ, PUF, 1962, rééd. Éditions Jean-Paul Gisserot, 2006.

### Linguistique, noms de personnes et de lieux
- D’Hervé Abalain : Histoire des langues celtiques, 1998 ; Histoire de la langue bretonne ; Les noms de lieux bretons, 2000 ; Les noms de famille bretons, 2e édition 2000 ; Le français et les langues historiques de la France, Paris, février 2007,  (ISBN 978-2-87747-881-6) ;
- D’Alain Stéphan : Les prénoms bretons, 1996,  (ISBN 9782877471725) ; Tous les prénoms celtiques, 1999,  (ISBN 9782877473958) ;
- De Gérard Taverdet : Bourguignon, quelle langue ! Cré loup vérou ! illustrations de Christophe Lazé, 2012,  (ISBN 978-2-7558-0234-4).

### Musique
Les éditions Jean-Paul Gisserot ont publié, dans la collection « pour la musique » plusieurs ouvrages sur les grands compositeurs, parmi lesquels : 
- De Corine Schneider, Weber, 1998,  (ISBN 2877473724) ;
- De Marcel Marnat, Beethoven, 1988, BNF 36703353.

### Romans policiers
Dans la collection 28-8 Police ! les éditions Jean-Paul Gisserot ont publié de nombreux ouvrages : 
- De Michel Renouard, Terminus Montparnasse, 2006 ; Le Broyé du Poitou, 2009 ; L’Abbé de la baie, 2011 ; Le Siamois de Brest, 2016 ;
- De Richard Deutsch : Les voix de Brest, 2006 ; Traboules Maboules, 2006 ; La bistouille mortelle de Lille, 2006 ; Les crimes du Lac, 2008 ; Les Loups sont entrés dans Evian, 2012 ;
- De Gérard Prémel : S’ils te mordent, Morlaix, 2006;
- De Jean-Claude Lalumière : Blanche de Bordeaux, 2007;
- D’Alain Stéphan : Un Macchabée à Pont l’Abbé, 2007  ; La Belle de Biarritz, 2008 ; Notre-Dame la Camarde, 2009 ; Rennes de la nuit, 2012.

### Jeunesse
Les éditions Jean-Paul Gisserot ont notamment publié : 
- D’Alain Dag’Naud : La Construction du Mont-Saint Michel, 1992, illustrations d'Emmanuel Lepage,  (ISBN 9782877470889) ; Les Fées, korrigans, elfes et barbics, 2004, illustrations de Bill Bran ; Ulysse et l’Odyssée, 2008, illustrations de Françoise Couloumy,  (ISBN 9782755800548) ; Un chevalier au Moyen Âge, 2015, illustrations d'Emmanuel Lepage,  (ISBN 9782755805383)
- De Michel Renouard : Le mystère du phare de Bercy, 2019, illustrations de Christophe Lazé,  (ISBN 9782755808551) ; La Dame blanche du château, 2018, illustrations de Christophe Lazé,  (ISBN 9782755808100) ;
- De Sébastien Recouvrance : La Belle histoire des bateaux racontée aux enfants, 2000, illustration de David le Treust ;
- De Françoise Ferrand, La Grèce ancienne, illustrations d'Eric Albert, 2008 ;
- D’Alain Stéphan : La Belle histoire de mon prénom breton, 1999, illustrations de Christophe Lazé ;
- De Sendra Raven : Le Trésor de l'Hermione, 2020, illustrations de Christophe Lazé ;
- De Marie-Paule Cadieu : Emile Notic, le phare, 2014 ; Emile Notic, la pêche à pied, 2014 ; Emile Notic, j’habite au bord de l’eau, 2014 ; Emile Notic, j’apprends à nager, 2016 ; Emile Notic, premiers bords à la voiles, 2016 ; Emile Notic visite le port, 2017 ; Emile Notic à bord du ferry, 2017, illustrations de Christophe Lazé.

### Nature, gastronomie, tourisme et histoire régionale
- De Philippe Garguil : Les oiseaux des marais, 2003,  (ISBN 9782877475082) ; Les oiseaux rapaces, 2003,  (ISBN 9782877477062) ; Les oiseaux des montagnes, avec Michel Quéral, 2006,  (ISBN 9782877477048) ; Les oiseaux de mer, avec Michel Quéral, 2012  (ISBN 9782755802498) ;
- De Jean-François Bazin, Histoire du vin de Bourgogne, 2002 ; Histoire de Dijon, 2003; Histoire du département de la Côte-d'Or, 2004 ;
- De Henry Decaëns : Histoire de Rouen, 2003,  (ISBN 9782877476362) ; Les Plages du débarquement, 2016,  (ISBN 9782755806724) ;
- De Francine Claustres : la Cuisine des œufs, éditions Jean-Paul Gisserot[10] ;
- De Pierrick Le Roux, La Cuisine aux algues, 2014,  (ISBN 9782755805000)[11] ;
- De Stéphanie Vincent : Hauts lieux de légendes en Bretagne, 2013,  (ISBN 978-2755804423); Hauts lieux de légendes en Val de Loire,  (ISBN 978-2755804935) ; Mystères du Val de Loire, 2015,  (ISBN 978-2755805345) ; Guide des lieux féériques de Bretagne, 2022,  (ISBN 2755809213) ;
- De Claudine Glot: Brocéliande, 2015,  (ISBN 9782755804461)
- D'Anne-Marie Cocula-Vaillières : Histoire du Périgord, 2019,  (ISBN 9782755808131);
- De Simon Couteau et Nelson Martínez, La Colombie, 126 p., 2000[12].

### Historavia
La collection Historavia est constituée par une série de monographies consacrées à des types d’avions ayant marqué l’Histoire de l'aviation. Dirigée par Alain Pelletier, plusieurs journalistes faisant autorité en matière de publication aéronautique ont apporté leur contribution dont Jean-Pierre Tédesco, Jean-Jacques Petit, Alain Picollet, Laurent Vannier et bien sûr Alain Pelletier lui-même. Malgré un petit format et seulement 32 pages, chaque livret de cette monographie est caractérisé par un texte ciselé détaillant les caractéristiques techniques de la machine, texte bien servi par de nombreuses photographies de détail et des dessins. 
Huit titres ont été publiés en 1989. La collection n'est plus exploitée par les Éditions Gisserot depuis 1994. 

### Alsatiques
- Une histoire de l'Alsace
- La toponymie alsacienne